# Conus danilai
Espèce
Conus danilai est une espèce de mollusques gastéropodes marins de la famille des Conidae.
Comme toutes les espèces du genre Conus, ces escargots sont prédateurs et venimeux. Ils sont capables de « piquer » les humains et doivent donc être manipulés avec précaution, voire pas du tout.

## Description
La taille de la coquille varie entre 21 mm et 40 mm.

## Distribution
Cette espèce marine est présente dans le golfe d'Aden et dans la partie nord-ouest de l'océan Indien.

### Niveau de risque d’extinction de l’espèce
Selon l'analyse de l'UICN réalisée en 2011 pour la définition du niveau de risque d'extinction, cette espèce n'est connue que par quelques spécimens. Elle a une aire de répartition restreinte et est très rare sur le marché de la collecte de coquillages. Une grande partie de son aire de répartition se trouve dans des zones qui sont politiquement instables, et dans des eaux plus profondes, ce qui peut expliquer sa rareté sur le marché mais peut également offrir une certaine protection. Dans l'ensemble, on en sait trop peu sur sa distribution, son habitat, son écologie et les menaces qui pèsent sur elle pour la classer dans une catégorie autre que celle des données insuffisantes.

## Taxonomie

### Publication originale
L'espèce Conus danilai a été décrite pour la première fois en 1990 par les malacologistes Dieter Röckel (d) et Werner Korn dans « Acta Conchyliorum »,.

### Synonymes
- Conus (Splinoconus) danilai Röckel & Korn, 1990 · appellation alternative
- Kioconus (Isoconus) danilai (Röckel & Korn, 1990) · non accepté
- Nitidoconus danilai (Röckel & Korn, 1990) · non accepté
- Rolaniconus danilai (Röckel & Korn, 1990) · non accepté